# Torre del Parque
La Torre del Parque integra el complejo Torres Le Parc Puerto Madero formado por tres edificios de departamentos de estilo moderno, ubicados en el barrio de Puerto Madero, en Buenos Aires, Argentina. Fue terminada en 2006 y tiene 43 pisos. Con 144 metros de altura, está empatada con la Torre del Río y la Torre del Boulevard como el 13° edificio más alto de la ciudad.